# Leigang (métro de Foshan)
Leigang (chinois simplifié : 𧒽岗 ; chinois traditionnel : 𧒽崗 ; pinyin : léigǎng) est une station de correspondance entre la ligne Guangfo du métro  de Foshan et la ligne 1 du tramway de Nanhai. Elle est située sur le territoire du district de Nanhai, dans la ville de Foshan, province de Guangdong, en Chine.

## Situation sur le réseau

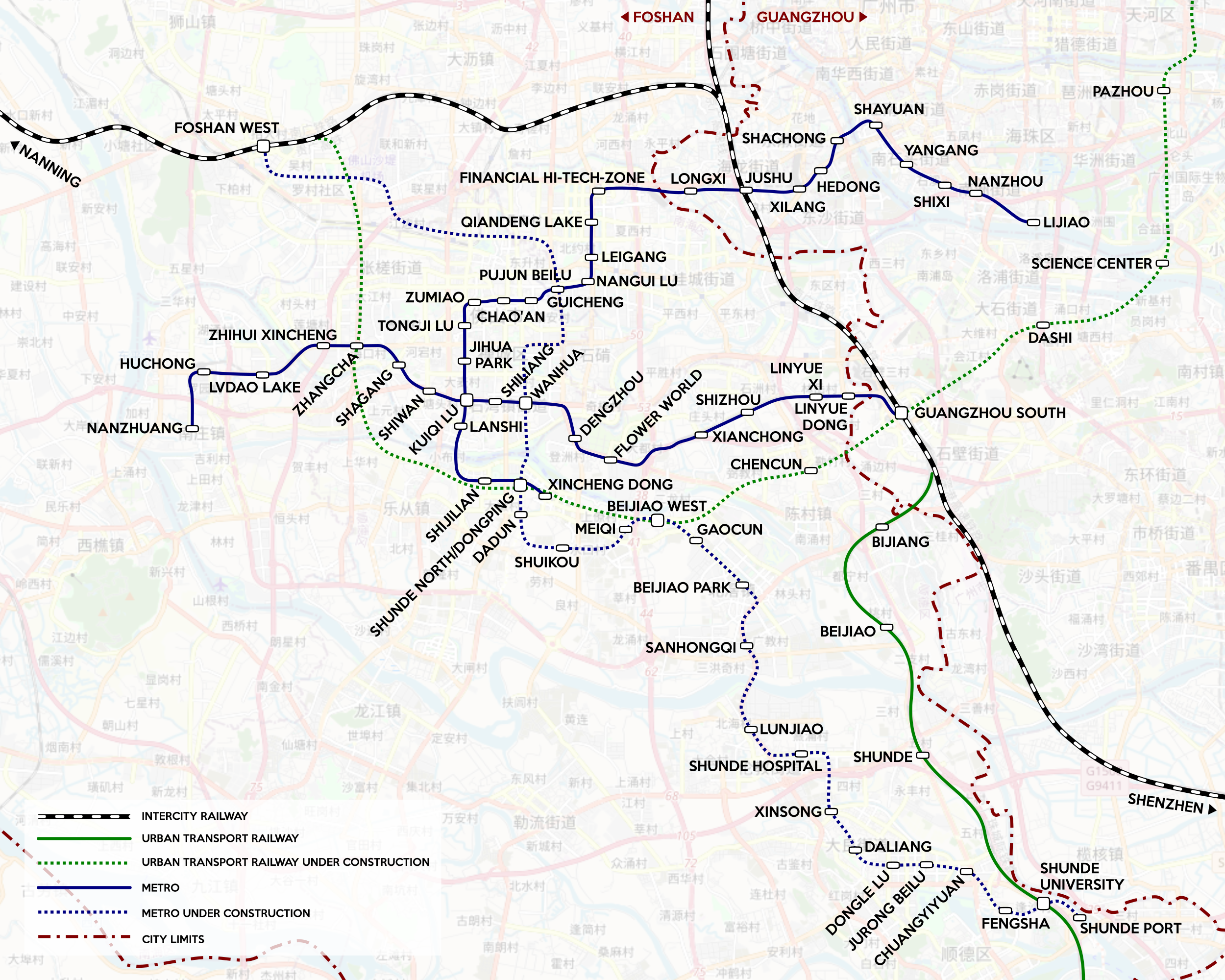
Plan du réseau du métro, en 2022.

La station Leigang  est une station de correspondance entre la ligne Guangfo du métro  de Foshan et la ligne 1 du tramway de Nanhai :
sur la ligne Guangfo, établie en souterrain, la station Léigǎng est située entre la station Route Nánguì (zh), en direction du terminus sud-ouest Nouveau centre-ville de l‘est et la station Lac de mille lampes (zh), en direction du terminus est Lijiao (zh) ;
sur la ligne 1 du tramway de Nanhai, établie en souterrain, la station Leigang, terminus ouest de la ligne, est située avant la station Huacuilu, en direction du terminus est Linyuedong.

## Histoire
La station Leigang est mise en service le 3 novembre 2010, lors de l'ouverture à l'exploitation de la première section de la ligne Guangfo, entre les stations Route Kuíqí et Xilang (zh).
Elle devient une station de correspondance le 18 août 2021, lors de l'ouverture à l'exploitation des 9,5 km de la première section de la ligne 1 du tramway de Nanhai, entre les stations  Leigang et Sanshanxinchengbei.

## Services aux voyageurs

### Accès et accueil

#### Partie du métro
La partie du métro dispose des quatre bouches ci-dessous :
|        |                                        |                                              |
| Bouche | Accessibilité                          | Destinations les plus proches                |
| A      | Surface podotactile Escalier mécanique | Ligne 1 du tramway de Nánhǎi Arrêt d’autobus |
| B      | Surface podotactile Escalier mécanique | Arrêt d’autobus                              |
| C1     | Surface podotactile Escalier mécanique |                                              |
| C2     | Surface podotactile Escalier mécanique | Ctr. commercial «Jiātiānxià» Arrêt d’autobus |

#### Partie du tramway
La partie du tramway dispose des quatre bouches ci-dessous:
|        |               |                                   |
| Bouche | Accessibilité | Destinations les plus proches     |
| A      | Ascenseur     | Arrêt d’autobus                   |
| B      |               | Ligne Guǎngfó Arrêt d’autobus     |
| C      |               | Communauté résidentielle murée    |
| D      |               | Communautés résidentielles murées |

### Desserte

#### Station du métro
Leigang dispose d'un quai central encadré par les deux voies de la ligne.

Installations
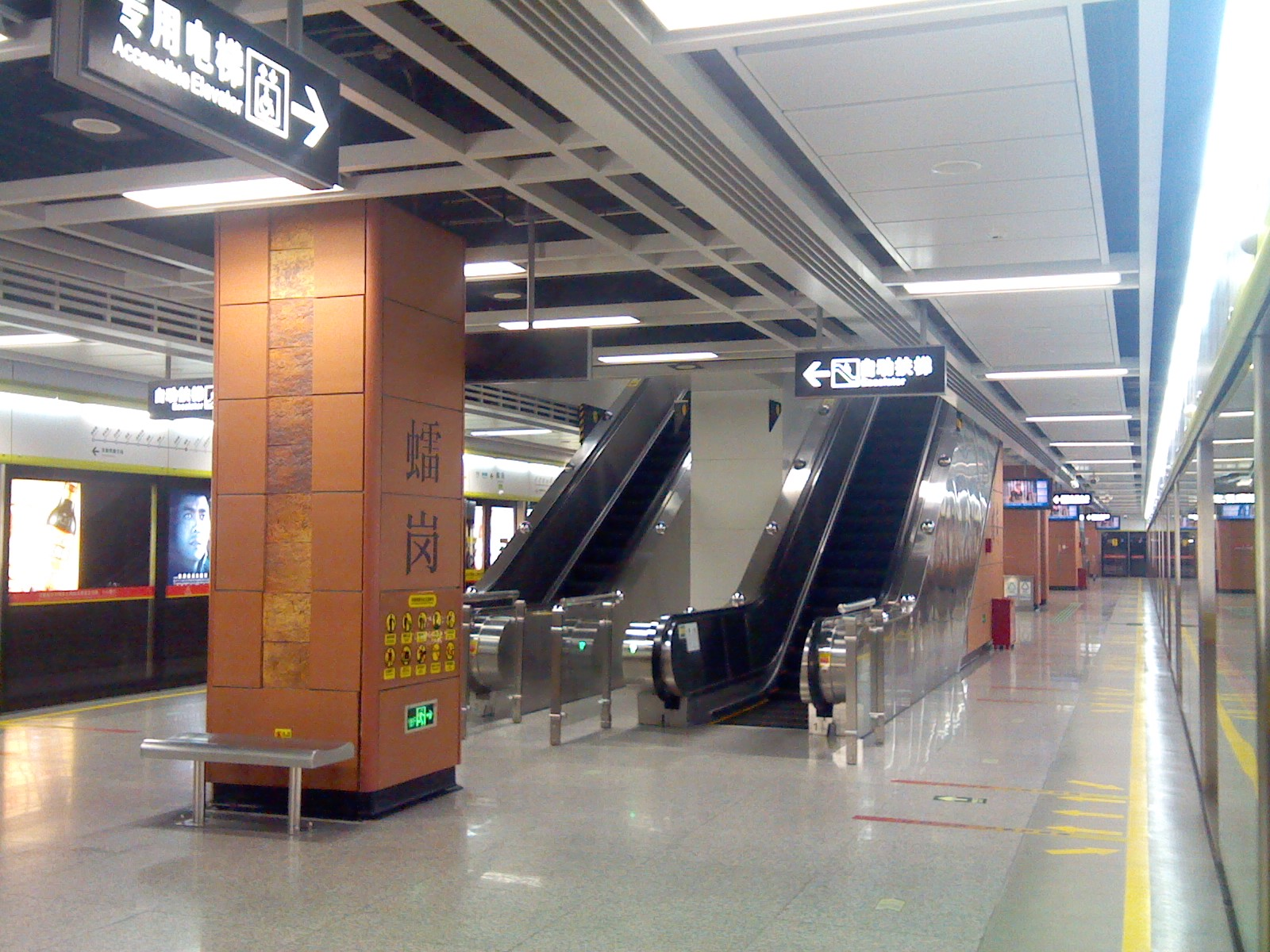
En 2020.
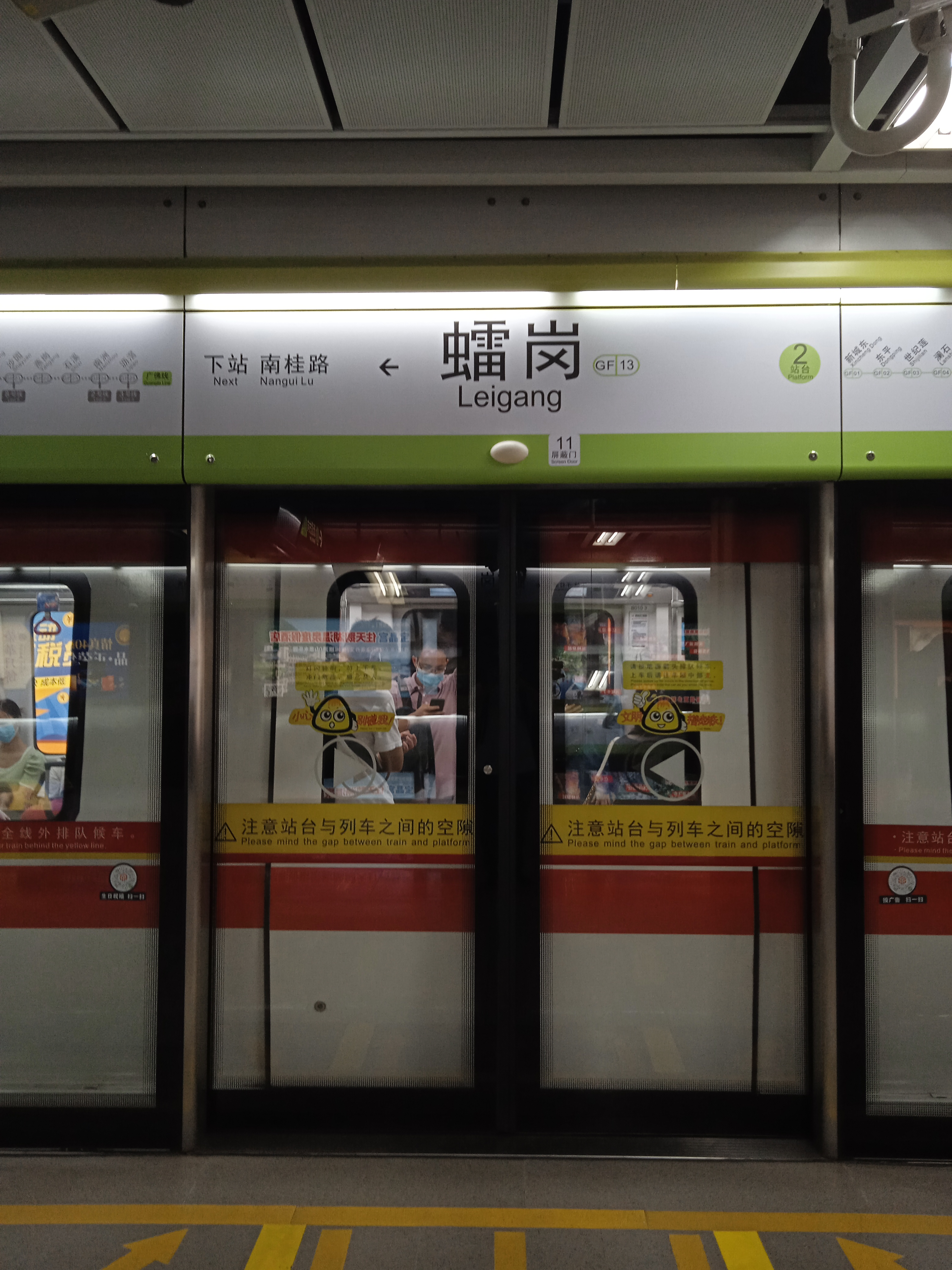
En 2020.
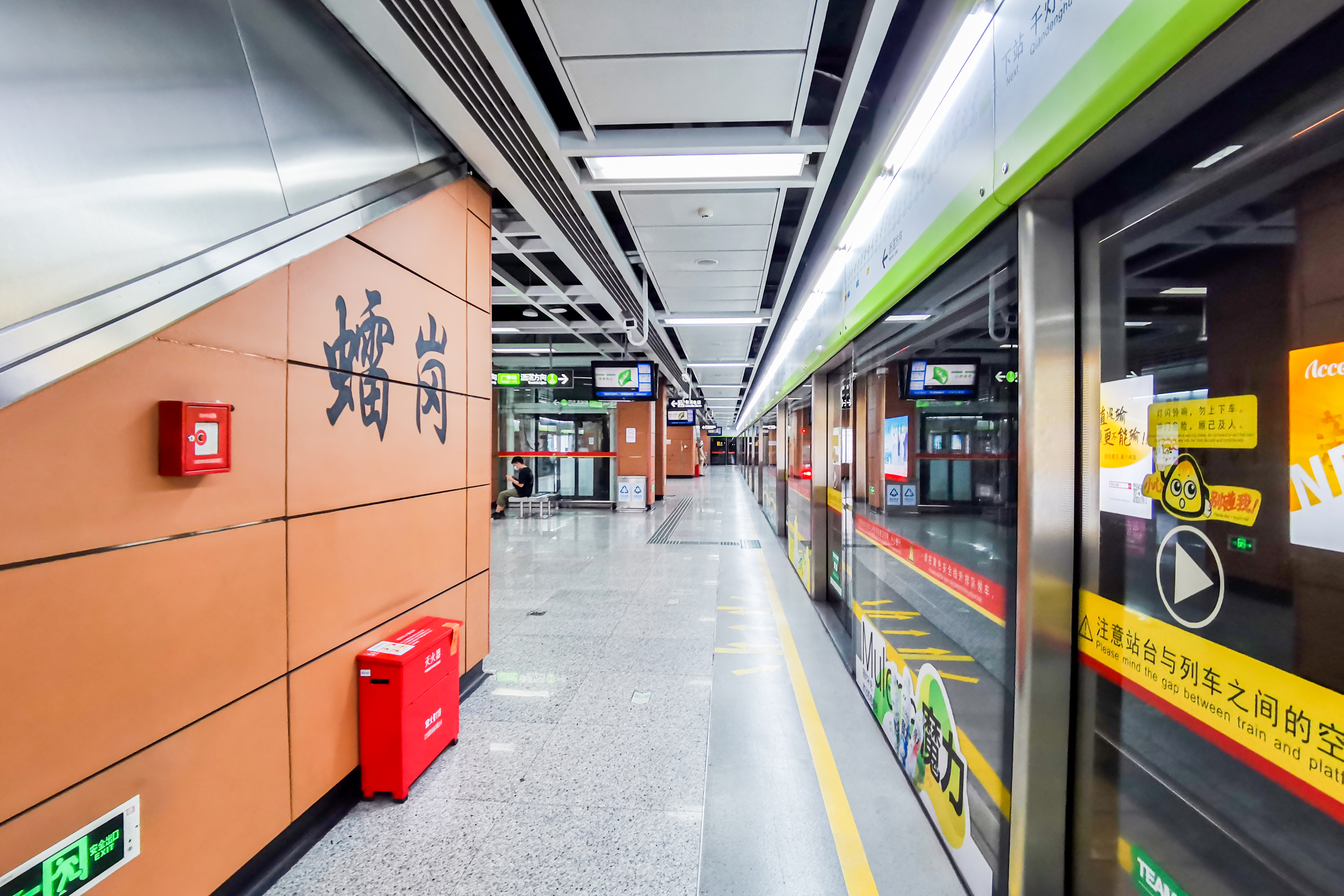
En 2020.

#### Station du tramway
Leigang dispose de quais latéraux, qui encadrent deux voies de la ligne.

Installations
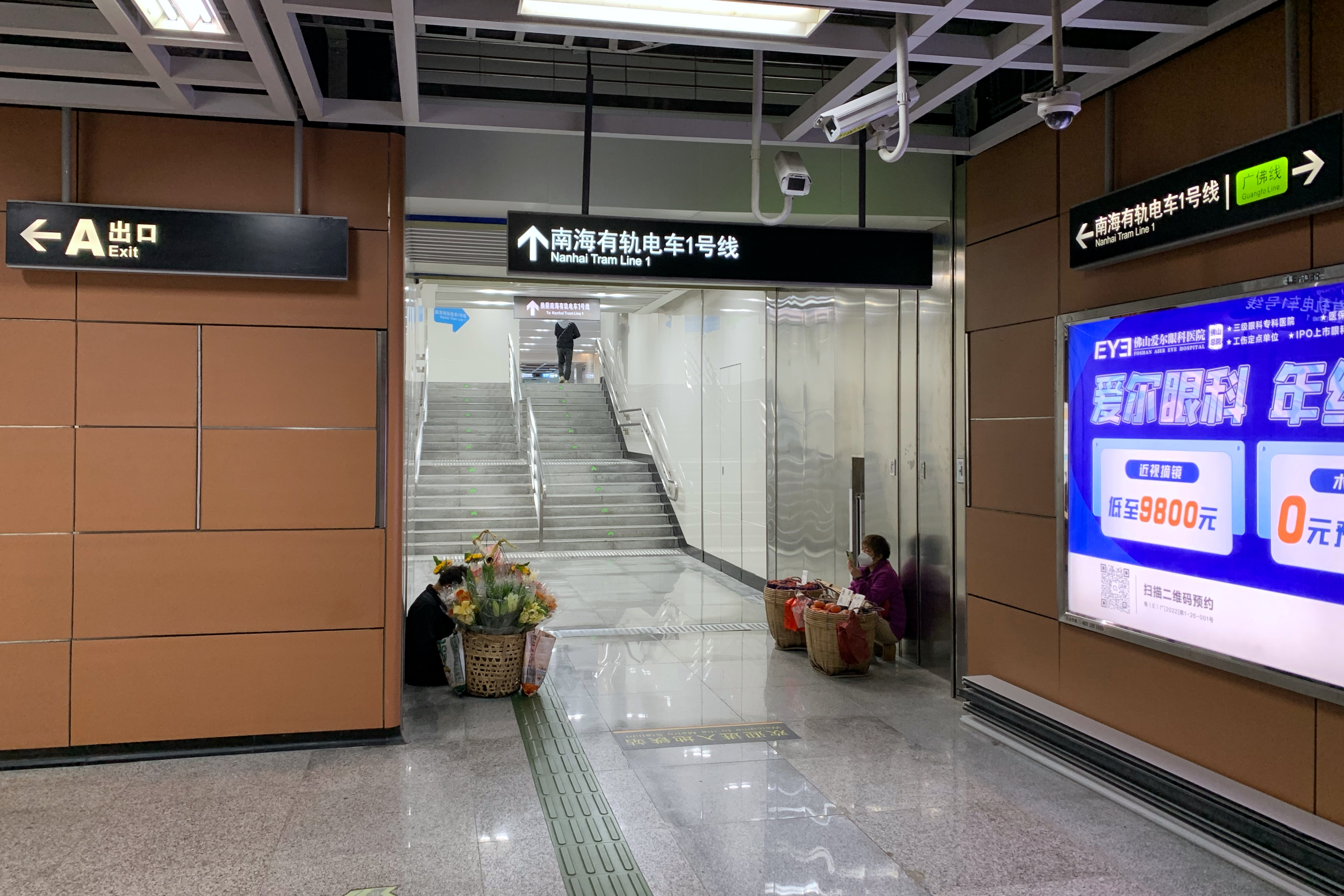
Le couloir de correspondance entre le métro et le tramway.
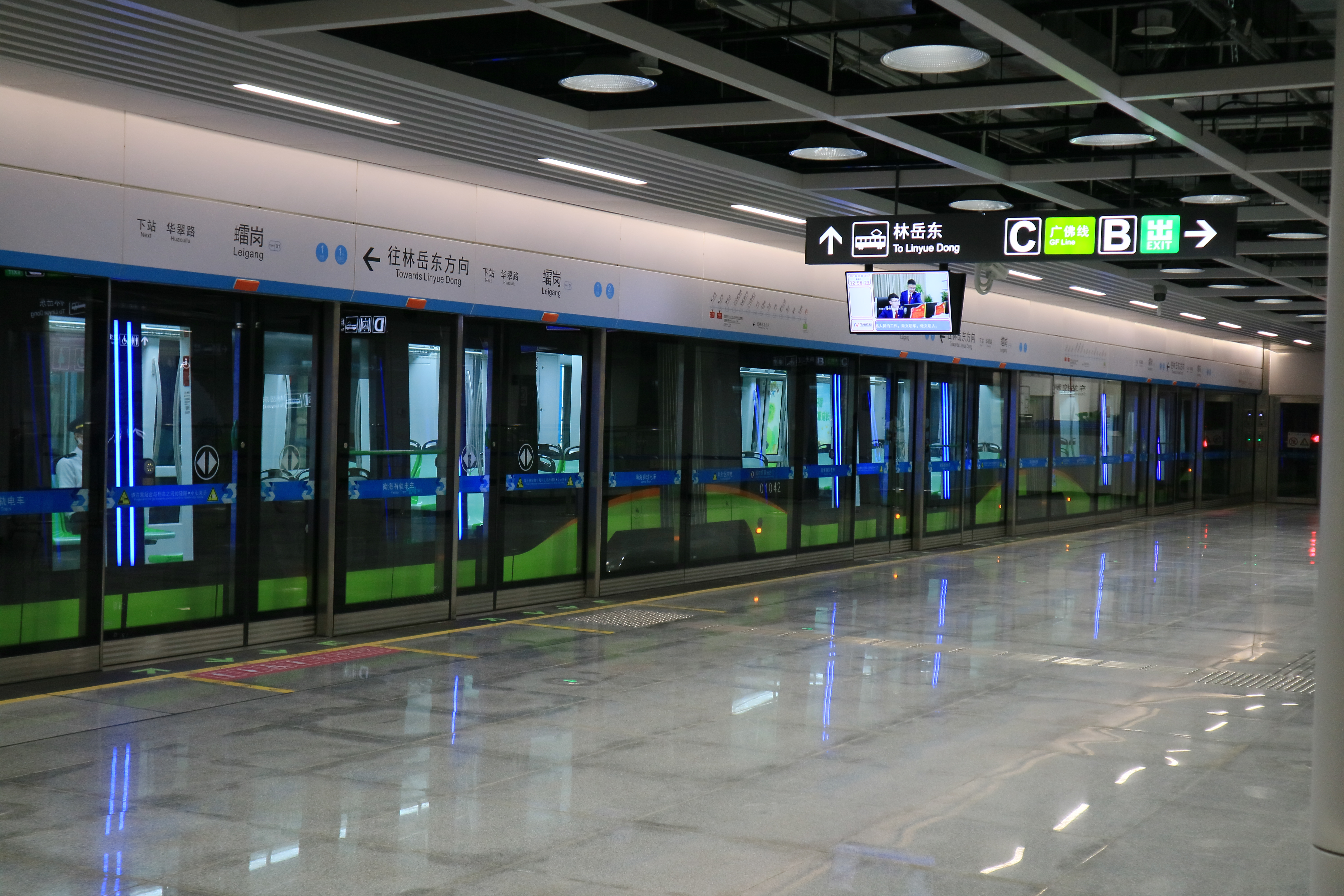
Le quai du tramway.